# Hurricane - Allerta uragano
Hurricane - Allerta uragano (The Hurricane Heist) è un film del 2018 diretto da Rob Cohen.

## Trama
William e Breeze sono due fratelli che, da piccoli, perdono il padre durante un uragano. Da adulti, Breeze è diventato un meccanico, William un meteorologo esperto di uragani. Quando nella loro cittadina d'origine scoppia un uragano i due si ritrovano a difendere 600 milioni di dollari di proprietà degli Stati Uniti d'America che un gruppo organizzato di malviventi vuole rapinare. I due corrono in aiuto dell'agente speciale Corbyn che è l'unica a sapere la combinazione della cassaforte nella quale le banconote sono nascoste. Nel frattempo, nella cittadina, scoppia l'uragano più potente della storia.

## Produzione
Le riprese principali del film sono iniziate in Bulgaria il 29 agosto 2016, il budget è stato di 35 milioni di dollari.

## Distribuzione
La pellicola è stata pubblicata nel Regno Unito da Sky Cinema Original Film.

## Accoglienza

### Incassi
La pellicola ha incassato 31 milioni di dollari in tutto il mondo.